# Амидобромид ртути(II)
Амидобромид ртути(II) — неорганическое соединение,
амид ртути и бромистоводородной кислоты
с формулой Hg(NH2)Br,
белые кристаллы,
разлагается в воде.

## Получение
- Растворение бромида ртути(I) в концентрированном растворе аммиака:

{\displaystyle {\mathsf {Hg_{2}Br_{2}+NH_{3}\ {\xrightarrow {}}\ Hg(NH_{2})Br+H_{2}\uparrow }}}

## Физические свойства
Амидобромид ртути(II) образует белые кристаллы
ромбической сингонии,
пространственная группа P 2mm,
параметры ячейки a = 0,5439 нм, b = 0,4487 нм, c = 0,6761 нм, Z = 2,
структура типа амидохлорида ртути(II)
.
По другим данным образует кристаллы
кубической сингонии,
параметры ячейки a = 0,4339 нм, Z = 1
.
Разлагается в водных растворах.
Растворяется в растворах аммиака,
не растворяется в этаноле.